# Nordstrand Handball
Il Nordstrand Idrettsforening è una squadra di pallamano maschile norvegese con sede a Oslo. È stata fondata nel 1919. Fa capo alla polisportiva Nordstrand Idrettsforening.